# Alex Manninger
Alexander Manninger (født 4. juni 1977) er en østrigsk tidligere fodboldmålmand. Han spillede 33 kampe for Østrigs landshold, og repræsenterede på klubplan blandt andet Arsenal, Juventus og FC Augsburg.